# Mehrdimensionale Tschebyscheffsche Ungleichung
Die Mehrdimensionale Tschebyscheffsche Ungleichung ist eine Ungleichung aus dem Bereich der Stochastik. Sie ist eine Verallgemeinerung der Tschebyscheff-Ungleichung und nach dem Mathematiker Pafnuti Lwowitsch Tschebyschow benannt.

## Eindimensionale Tschebyscheffsche Ungleichung
Die (eindimensionale) Tschebyscheffsche Ungleichung besagt, dass für eine reelle Zufallsvariable {\displaystyle X} mit dem Erwartungswert {\displaystyle \mu } und der Varianz {\displaystyle \sigma ^{2}} die Wahrscheinlichkeit, dass {\displaystyle X} einen Wert außerhalb des Intervalls {\displaystyle (\mu -k\sigma ,\mu +k\sigma )} annimmt, höchstens gleich  {\displaystyle 1/k^{2}} ist, d. h.
{\displaystyle 1-P(\mu -k\sigma \leq X\leq \mu +k\sigma )\leq {\frac {1}{k^{2}}}\quad {\text{für alle}}\ k>0\;.}
Z. B. ergibt sich für {\displaystyle k=2}
{\displaystyle 1-P(\mu -2\sigma \leq X\leq \mu +2\sigma )\leq {\frac {1}{4}},}
d. h. außerhalb des {\displaystyle 2\sigma }-Intervalls um dem Erwartungswert {\displaystyle \mu } liegt höchstens die Wahrscheinlichkeit 1/4. Bei  einer Zufallsstichprobe sind höchstens 25 % der Werte von {\displaystyle X} außerhalb des Intervalls zu erwarten.

## Mehrdimensionale Verallgemeinerung
{\displaystyle \mathbf {X} } sei ein {\displaystyle d}-dimensionaler Zufallsvektor mit Erwartungswertvektor {\displaystyle {\boldsymbol {\mu }}} und invertierbarer Kovarianzmatrix {\displaystyle {\boldsymbol {\Sigma }}}. Dann hat die reelle Zufallsvariable {\displaystyle Y=(\mathbf {X} -{\boldsymbol {\mu }})^{T}{\boldsymbol {\Sigma }}^{-1}(\mathbf {X} -{\boldsymbol {\mu }})} den Erwartungswert {\displaystyle d} und mit der Markow-Ungleichung folgt
{\displaystyle 1-P(Y<k^{2})=P(Y\geq k^{2})\leq {\frac {d}{k^{2}}}\quad {\text{für alle }}k>0}.
Damit gilt für den Zufallsvektor {\displaystyle \mathbf {X} } die Ungleichung
{\displaystyle P((\mathbf {X} -{\boldsymbol {\mu }})^{T}{\boldsymbol {\Sigma }}^{-1}(\mathbf {X} -{\boldsymbol {\mu }})\geq k^{2})\leq {\frac {d}{k^{2}}}\quad {\text{für alle }}k>0}.
Diese Ungleichung ergibt sich als Spezialfall einer Ungleichung für quadratische Formen von Zufallsvariablen. Die Ungleichung wurde bereits 1962 von Samuel Stanley Wilks angegeben.
Die Menge
{\displaystyle \{\mathbf {x} \in \mathbb {R} ^{d}\mid (\mathbf {x} -{\boldsymbol {\mu }})'{\boldsymbol {\Sigma }}^{-1}(\mathbf {x} -{\boldsymbol {\mu }})\leq k^{2}\}}
ist ein Ellipsoid mit Mittelpunktvektor {\displaystyle {\boldsymbol {\mu }}}. 
Die mehrdimensionale Tschebyscheffsche Ungleichung besagt somit für {\displaystyle d=2}, dass außerhalb einer Konzentrationsellipse mit {\displaystyle k=2} höchstens 50 % der Stichproben-Tupel liegen. Das ist (wie im Eindimensionalen) eine grobe Abschätzung.
Beachte, dass die quadratische Form {\displaystyle \mathbf {x} '{\boldsymbol {\Sigma }}^{-1}\mathbf {x} =k^{2}} den Rand der Streuregion einer zentrierten {\displaystyle d}-dimensionalen Normalverteilung {\displaystyle {\mathcal {N}}_{d}(\mathbf {0} ,{\boldsymbol {\Sigma }})} mit invertierbarer Kovarianzmatrix {\displaystyle {\boldsymbol {\Sigma }}} beschreibt. Siehe auch Streuregionen der mehrdimensionalen Normalverteilung und Quadratische Formen von Zufallsvariablen.